# Ayuntamiento de Mánchester
El Ayuntamiento de Mánchester (en inglés Manchester Town Hall) es un edificio municipal de estilo victoriano neogótico ubicado en la ciudad de Mánchester, Inglaterra. Es la sede ceremonial del gobierno local del Manchester City Council, y alberga además una serie de departamentos locales.
Diseñado por el arquitecto Alfred Waterhouse, el ayuntamiento se completó en 1877. El edificio ocupa un solar triangular frente a Albert Square y contiene oficinas y grandes salas ceremoniales como el Gran Salón, que está decorado con los imponentes Murales de Mánchester de Ford Madox Brown que ilustran la historia de la ciudad. La entrada y el Salón de Escultura contienen bustos y estatuas de figuras influyentes que incluyen a John Dalton, James Prescott Joule y John Barbirolli. El exterior está dominado por la torre del reloj que se eleva a 87 metros (285 pies) y que alberga a Great Abel, como es conocida la campana del reloj.
En 1938 se completó una ampliación del conjunto, conectándolo por dos puentes cubiertos con Lloyd Street. El ayuntamiento, al cual le fue concedido el grado I en la Lista del Patrimonio Nacional de Inglaterra el 25 de febrero de 1952, está clasificado como Monumento clasificado del Reino Unido, y es considerado una de las mejores interpretaciones de la arquitectura neogótica en el mundo.